# Економіка Латвії

ВВП Латвії у 1996—2006 рр.

Латвія — розвинена індустріально-аграрна країна. 

## Загальна характеристика
Основні галузі промисловості: автомобілебудівна, сільськогосподарське машинобудування, радіоелектронна, фармацевтична, текстильна та ін. Транспорт — залізничний, автомобільний, річковий, морський. Гол. порти — Рига, Вентспілс, Лієпая. Протяжність магістрального нафтопроводу 421 км, магістрального газопроводу 710 км (1984). Міжнародний аеропорт — м. Рига.
2001 року, за даними Heritage Foundation, ВВП склало — $ 5,7 млрд. Темп зростання ВВП — 3,6 %. ВВП на душу населення — $ 2328. Прямі закордонні інвестиції — $ 219 млн. Імпорт — $ 4,9 млрд (г.ч. Німеччина — 16,8 %, Росія — 11,8 %, Фінляндія — 9,5 %, Швеція — 7,2 %). Експорт — $ 4,2 млрд (г.ч. Німеччина — 15,6 %, Велика Британія — 13,5, Росія — 12,1 %, Швеція — 10,3 %).
У 2001 р ВВП Латвії зріс на 7,6 %. Банк Латвії передбачає зростання ВВП 4,5 %-5 % в 2002.

## Розвиток після відновлення державної незалежності
У 1992—1993 структура економіки Латвії почала перебудовуватися на принципах ринкового господарства. Ряд її секторів (торгівля, послуги, банки) звільнені від державного контролю; в інших секторах (освіта, охорона здоров'я) цей контроль зберігся.
Весною 1993 була введена власна валюта — лат, прив'язана до німецької марки. До весни 1994 жорстка монетаристська політика Центрального банку Латвії знизила інфляцію в країні до 37 % в порівнянні з 109 % в 1993.
Приватизація державної власності і її повернення колишнім власникам (після націоналізації в 1940-х роках) проходять поетапно. Заводи і колгоспи часто перетворюються в кооперативні підприємства, що належать працівникам. Число підприємств, що мають приватних власників, поступово росте (в 1997 їх частка в ВВП становила 60 %). Багато з них встановили партнерство з інвесторами з інших країн, особливо з Швеції, Німеччини і Польщі.
У 1994 і 1995 економічні реформи дали перші результати. Рівень інфляції продовжував знижуватися (до 26 % в 1995). Десятирічний спад валового внутрішнього продукту (ВВП) сповільнився в 1993, а в 1994 почав рости. До 1994 понад 50 % всіх сільськогосподарських угідь було передано фермерам, тоді як інша частина землі перейшла в руки сільськогосподарських кооперативів.
Латвія, Литва і Естонія підписали угоду про митний союз, і обсяг торгівлі між цими країнами швидко збільшився. Розвивалися також економічні зв'язки з тодішніми членами СНД (особливо з Росією і Білоруссю), Україною. Збільшується і обсяг зовнішньої торгівлі Латвії з країнами Західної Європи, особливо зі скандинавськими країнами і Німеччиною. Наступні кроки Латвії — членство Латвії НАТО і ЄС практично повністю інтегрують її з країнами Заходу.

## Азартні ігри
Азартні ігри в Латвії є легальним видом бізнесу, що суворо регламентується державою. Сфера азартних ігор регулюється Законом про азартні ігри та лотереї, за захист прав гравців відповідає Розділ 41 Закону. Міністерство фінансів розробило поправки до закону, що дозволяють самовиключення осіб, схильних до лудоманії. Мінімально дозволеним віком для участі в іграх є 18 років.